# Мефодій (патріарх Антіохійський)
Патріарх Мефодій Бароцис (грец. Ο Πατριάρχης Μεθόδιος Μπαρότσης; 1771, Наксос — 6 липня 1850, Дамаск) — єпископ Антіохійської православної церкви; з 1823 по 1850 роки — патріарх Антіохійський.
Народився в 1771 році на острові Наксос. Не здобув систематичної духовної освіти, але відрізнявся розсудливістю і прихильністю православного благочестя. До свого обрання на антіохійську патріаршу кафедру, був дияконом і протосинкелом Паронаксійської митрополії. Після смерті митрополита Паронаксійського Неофіта (Лахобарі), у 1811 році переїхав до Константинополя. 25 травня 1823 року обраний патріархом Антіохійським.
У 1826 році, під час грецького повстання, розпорядженням султана Махмуда II ув'язнений і лише в день Пасхи звільнений, після чого знову взятий під варту.
Весь період патріаршества робив спроби облаштування церковного життя, але бейрутське повстання 1848 року звело всі праці до нуля.
У травні 1848 року Мефодій підписував патріархам Константинополя, Олександрії та Єрусалиму енцикліку Церкви, відповідаючи на «Послання до Східу» папи Пія IX. Енцикліка засудила Filioque, додану Римом, до Нікейсько-Константинопольського Символу Віри, як єресь, та осудила папство для місіонеризації серед православних християн. Також був відкинутий ультрамонтанізм (папське панування).
Помер 6 липня 1850 року в Дамаску.